# Gloria Gray

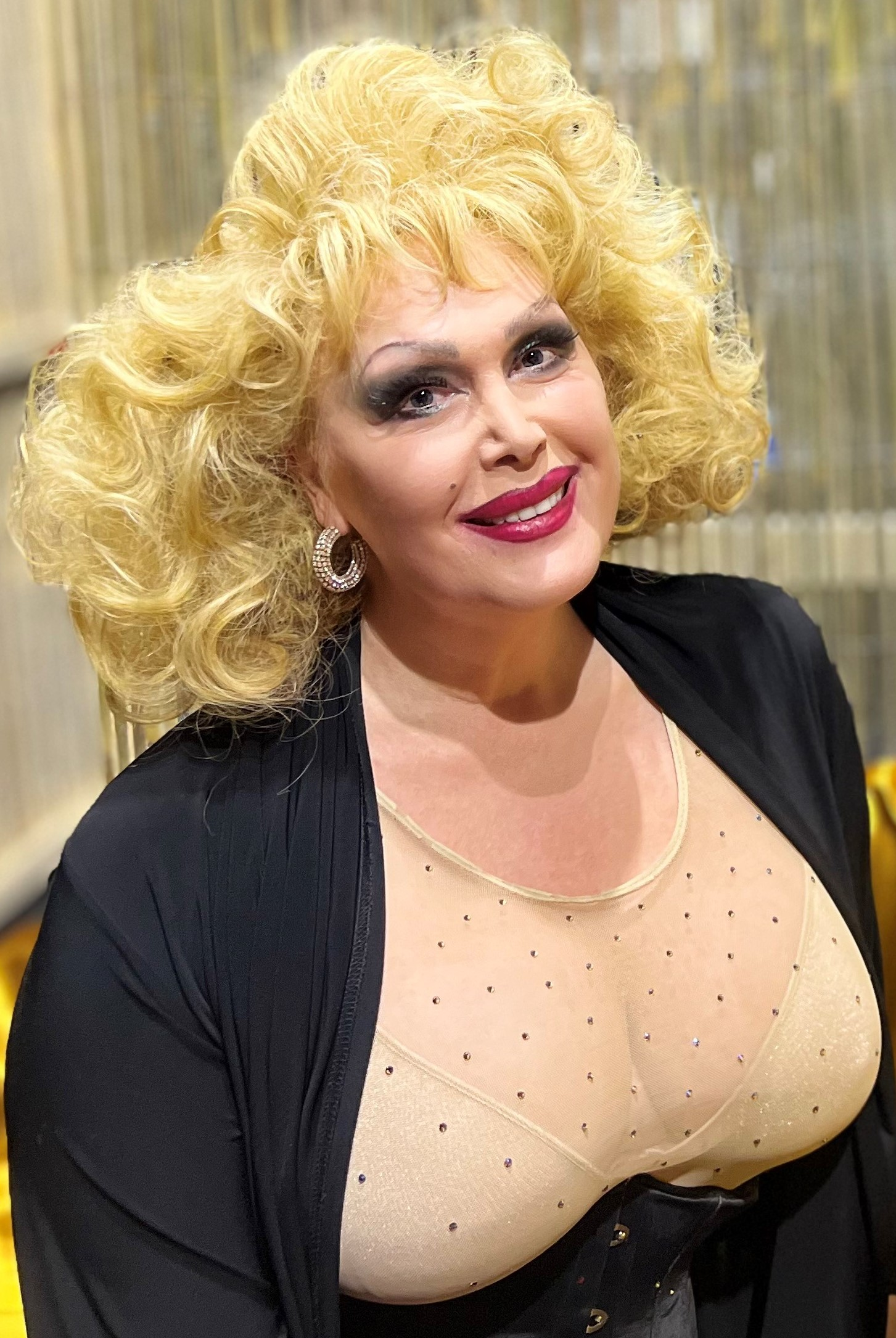
Gloria Gray(Herbst 2024)

Gloria Gray (* 22. Dezember 1965 in Zwiesel, bürgerlich: Gloria Gehring) ist eine deutsche Schauspielerin, Sängerin, Autorin, Unternehmerin, Fotomodell und Entertainerin.

## Karriere
Gray kam im niederbayerischen Zwiesel zur Welt und verbrachte dort ihre Kindheit und Schulzeit. Nach einer Lehre ging sie nach München und absolvierte später eine Schauspielausbildung an der Deutschen Schauspielakademie.
Ihre ersten Anfänge als Künstlerin hatte sie in München in verschiedenen kleinen Off-Theatern, in der Off- und in der LesBiSchwulen Szene, sowie auf privaten Veranstaltungen mit Travestie-Shows. Aufgetreten war sie gemeinsam mit einem Freund als Twilight Girls und als Munich Follies. Ab 1991 hatte sie ihre eigene Gloria Gray Show. 1993 wurde sie durch die Sat.1-Comedy-Show Halli Galli in Deutschland einem breiteren Publikum bekannt. Seit 1994 tritt sie als Varieté-Künstlerin auf. Premiere war im Münchner Theater am Platzl, wo sie über 300 Vorstellungen en suite spielte.
Als Revue-Diva Mae West trat Gray im Jahr 2000 in Joseph Vilsmaiers Film Marlene erstmals international in Erscheinung. Im gleichen Jahr hatte sie an der Seite von Musiker Fancy einen Auftritt bei der deutschen Vorentscheidung zum Eurovision Song Contest. Mit dem Komiker Tom Gerhardt war Gray über Monate auf Tournee und mit Marianne Sägebrecht stand sie in Säge+Brecht auf der Bühne.
Das spanische Fernsehen verpflichtete Gloria Gray 2004 und 2005 als Moderatorin und Sängerin während der Gay Pride für eine Live-Sendung. Beim Christopher Street Day 2006 in München feierte sie im alten Rathaus die Premiere ihres Programms Lieder im Mieder. Im Jahr 2007 stand Gray für die beiden Fotoausstellungen Magie der Vielfalt und Weibsbilder als Model des Fotografen Folker Schellenberg vor der Kamera. Seit Oktober 2008 begleitet Gray die Dinnershow Giovane Elber´s do Brazil als „Mistress of Ceremony“. Sie gestaltete die erste AIDS-Benefiz-Gala in München mit und unterstützt regelmäßig karitative Veranstaltungen.
Im Sommer 2010 zog Gloria Gray aus ihrer Wahlheimat München zurück nach Zwiesel und eröffnete dort in einem aufgelassenen Pferdestall ihr Café Gloria mit angeschlossener Kleinkunstbühne. Ihre Übersiedlung und die Eröffnung ihres Veranstaltungscafés wurde von Sat.1 im Rahmen der Reportagereihe 24 Stunden dokumentiert und ausgestrahlt.
Neben dem täglichen Kaffeehausbetrieb stellten auch diverse Künstler im Café ihre Werke aus, unter ihnen Peter Knirsch – der langjährige Partner von Lisa Fitz –, der 2011 unter seinem Künstlernamen PAKO seine Gemälde ausstellte. Weitere prominente Künstler, die im Café Gloria auftraten und ausstellten, waren u. a. Marianne Sägebrecht, Willy Michl, Cleo Kretschmer, Eisi Gulp, Lilo Wanders und Nepo Fitz. Ende 2013 schloss Gray ihr Lokal.
Von 2012 bis 2014 trat Gray in unterschiedlichen Theatern und auf Kleinkunstbühnen mit ihrem Singspiel Verwurzelt auf (Regie: Gerd Riffeser). In diesem Programm stellte sie die Verbundenheit zu ihrer Heimat bzw. zu ihren „Wurzeln“ in den Fokus. Neben der Bühnenproduktion setzte der Münchner Fotograf Manuel Jacob sie mit der gleichnamigen Fotoausstellung Und es gibt sie wirklich in Szene. Der Bayerische Rundfunk nahm dies zum Anlass, neuerlich eine Dokumentation über Gloria Gray auszustrahlen, diesmal in der Sendung Bergheimat.
Beim Carnaval International de Maspalomas in Spanien im Februar 2015 saß die bayerische Entertainerin für das spanische Fernsehen in der Jury.
In der Saison 2014/2015 gastierte Gloria Gray in Karlsruhe in der Varieté Show Crazy Palace. Ende 2015 startete sie mit ihrer Show Glanz & Gloria zu ihrem 30. Bühnenjubiläum und ihrem 50. Geburtstag. Diese Show war zwei Jahre lang auf Bühnentour und wurde mit einer Ausstellung über das Schaffen und Leben der Gray in Zwiesel begleitet.
Im Herbst 2024 spielte Gray die titelgebende Diva in Dirk Dobbrows gleichnamigen Theaterstück. In der Inszenierung von Bernd Seidel, welche am 26. Oktober 2024 Premiere im Wolf-Ferrari-Haus in Ottobrunn feierte spielte Gloria Gray an der Seite von Patrick Gabriel und Robert Dudek.

## Politik
Im Dezember 2010 kündigte Gray ihre Kandidatur bei der Ende Januar 2011 stattfindenden Bürgermeisterwahl in Zwiesel an, erhielt jedoch nicht genügend Unterstützer-Unterschriften. 2016 trat sie erneut bei der Bürgermeisterwahl an und erhielt diesmal auch die für ihre Kandidatur benötigten Unterschriften. Bei der Wahl am 27. November 2016 kam sie ohne Parteizugehörigkeit auf 20,12 Prozent der abgegebenen Stimmen. Im Mai 2020 wurde sie auf der Liste der FDP in den Kreistag des Landkreises Regen gewählt.
Bei der Bürgermeisterwahl in Zwiesel am 27. November 2022 trat sie abermals an, erreichte mit 31,56 Prozent das beste Ergebnis der fünf Kandidaten und die Stichwahl, bei der sie am 11. Dezember 2022 mit 46,03 Prozent dem SPD-Kandidaten Karl-Heinz Eppinger unterlag. Bei der Landratswahl am 8. Oktober 2023 erreichte Gray im ersten Wahlgang 11,3 Prozent (gewählt wurde Ronny Raith (CSU) mit 60,4 Prozent vor Johann Müller (AfD) mit 23 Prozent).

## Privatleben
Privat lebte Gray lange Jahre in München, bevor sie im Jahr 2010 in ihren Heimatort Zwiesel zurückkehrte. Im Mai 2006 kündigte sie an, ihren langjährigen Lebenspartner in der Münchner Asamkirche heiraten zu wollen. Die geplante Hochzeit wurde von der katholischen Kirche erst anberaumt und dann wieder abgesagt. Im Fokus des öffentlichen Interesses stand auch immer die Transgeschlechtlichkeit von Gloria Gray.
Im Jahr 2009 veröffentlichte sie ihre Biografie Mit allem, was ich bin: Mein Leben mit privaten Einblicken in ihr Leben.

## Veröffentlichungen
- Mit allem, was ich bin: Mein Leben. Nymphenburger, 2009, ISBN 978-3-485-01170-9.
- mit Robin Felder: Zurück nach Übertreibling. Vikki Victorias erster Zwischenfall – Krimi. dtv Verlagsgesellschaft, 2021. ISBN 978-3-423-22009-5
- mit Robin Felder: Grüße aus Bad Seltsham. Vikki Victorias zweiter Zwischenfall – Krimi. dtv Verlagsgesellschaft, 2022. ISBN 978-3-423-22019-4
- mit Robin Felder: Jenseits von Verhausen. Vikki Victorias dritter Zwischenfall – Krimi. dtv Verlagsgesellschaft, 2024. ISBN 978-3-423-21887-0